# Cheratite amebica

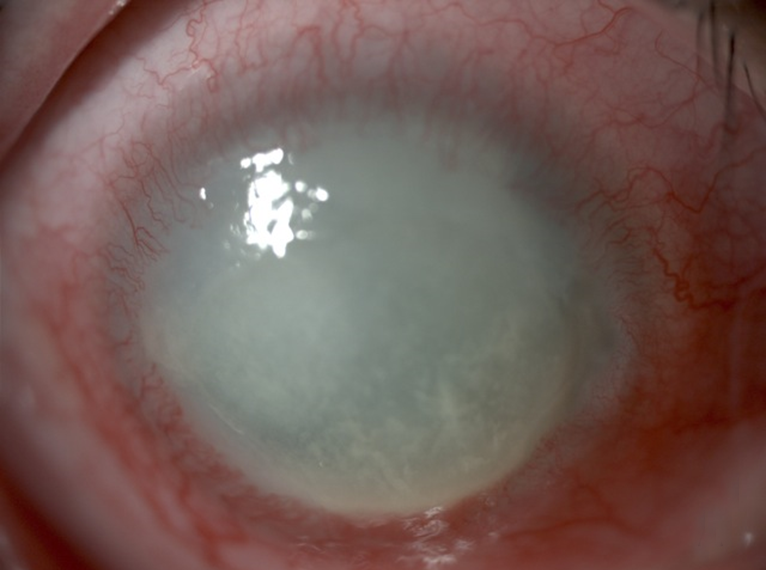
Cheratite amebica provocata da Acanthamoeba.

La cheratite amebica è un'infezione alla cornea relativamente infrequente, ma pericolosa, derivante dall'infezione dei protozoi Acanthamoeba spp. Tipicamente è associata all'uso di lenti a contatto.

## Epidemiologia
L'incidenza stimata della cheratite amebica è fino a 33 casi per milione di utilizzatori di lenti a contatto per anno
Probabilmente l'incidenza della patologia è sottostimata per la difficoltà di una diagnosi eziologica; il protozoo infatti non viene evidenziato nel corso dei normali esami colturali, di norma effettuati per batteri e per miceti; viene rilevato con particolari colorazioni su uno striscio prelevato dalle lesioni corneali, mediante microscopia confocale della cornea in vivo o con metodiche PCR su liquido lacrimale; recentemente è stata descritta una metodica diagnostica innovativa, mediante osservazione in microscopia elettronica a scansione (SEM) di un prelievo per scraping corneo-congiuntivale. Con questa metodica è possibile evidenziare il protozoo sia sotto forma di trofozoite che di spora, ma è difficile che, dati i costi elevati, tale metodica trovi reale applicazione clinica.

## Eziologia
I protozoi del genere Acanthamoeba sono ubiquitari e si trovano nell'aria, nel suolo e soprattutto nelle acque dolci e salate, oltre che nel tratto respiratorio superiore. La forma cistica in particolare è in grado di resistere a numerosi disinfettanti e condizioni avverse, persistendo perciò nell'ambiente anche per lunghi periodi, finché non trova condizioni adatte a trasformarsi in trofozoite.
I portatori di lenti a contatto sono infatti particolarmente suscettibili, perché la sola manovra di inserire o togliere le lenti provoca microscopiche lesioni corneali: queste non hanno nessun effetto visivo né tantomeno sono patologiche di per sé, ma garantiscono una porta di accesso per eventuali virus, batteri e protozoi presenti. Se poi la lente a contatto, invece di essere detersa con le apposite soluzioni sterili, è lavata ad esempio con acqua di rubinetto, o ancora è maneggiata con dita contaminate, il protozoo raggiunge agevolmente la superficie esterna della cornea e qui si insedia.
Al contrario della cheratite batterica, infatti, questa insorge tipicamente in soggetti disattenti o con scarsa igiene delle proprie lenti.

## Clinica e storia naturale
I rilievi clinici di per sè non sono molto patognomici o specifici, ed il paziente lamenta annebbiamento, fastidio visivo: semmai è interessante notare, come primo segnale di allarme, l'enorme spoporzione tra il disagio soggettivo ed i segni obiettivamente rilevati dal medico (ricordiamo che la cornea è profondamente innervata dalla prima branca del trigemino, perciò ha un'enorme sensibilità al dolore).
Alla lampada a fessura, la lesione epiteliale iniziale è irregolare e grigiastra, talvolta con pseudodendriti simili alla forma erpetica e con limbite (infiammazione del limbus, cioè della giunzione di confine tra sclera e cornea). Successivamente, nelle prime settimane, son rilevabili infiltrati radiali e perineurali caratteristici e spesso anzi patognomonici, finché essi non si allargano ed uniscono a formare un unico grande ascesso corneale ad anello. Gli esiti possono anche essere molto gravi, conducendo nel giro di pochi mesi a opacizzazione stromale, neoangiogenesi (la cornea, infatti, deve essere trasparente: essa accoglie in sè 45 delle 62 diottrie del sistema visivo umano) e perfino necrosi colliquativa.

## Diagnosi
Per ottenere una conferma diagnostica definitiva è necessario dimostrare la presenza di cisti nei campioni prelevati con il raschiamento: queste son ben visibili con le colorazioni acido periodico-Schiff oppure calcofluor white (pigmento fluorescente particolare, ha particolare affinità per cisti e miceti), ma son rilevabili anche nelle colorazioni di Gram e di Giemsa.
Una metodica di coltura interessante è quella che sfrutta E. coli morto, un batterio che i trofozoiti consumano (infatti molti protozoi si cibano di batteri od altri microrganismi). Son poi possibili metodiche molecolari quali PCR, immunoistochimica o perfino, come già accennato, la microscopia confocale in vivo.

## Terapia
Solitamente occorre una pulizia chirurgica dell'epitelio corneale interessato, affiancato all'utilizzo di agenti amebicidi: l'uso di normali antibiotici, infatti, non avrebbe alcun effetto sul protozoo, che è un organismo di natura totalmente differente dai batteri. Alcuni di questi agenti sono il poliesametilene biguanide, l'esamidina e, talvolta, mostrano un certo effetto anche gli antifungini azolici.